# Vastrapur
Vastrapur é uma vila no distrito de Ahmadabad, no estado indiano de Gujarat. 

## Demografia
Segundo o censo de 2001, Vastrapur tinha uma população de 24 438 habitantes. Os indivíduos do sexo masculino constituem 53% da população e os do sexo feminino 47%. Vastrapur tem uma taxa de literacia de 87%, superior à média nacional de 59,5%: a literacia no sexo masculino é de 89% e no sexo feminino é de 84%. Em Vastrapur, 8% da população está abaixo dos 6 anos de idade.